# Tompai Géza
Tompai Géza (Budapest, 1947. november 8. –) magyar okleveles építészmérnök, városépítés-városgazdaság szakmérnök. A Belügyminisztérium Területrendezési és Építésügyi szakállamtitkárságának nyugalmazott főosztályvezetője, a Magyar Urbanisztikai Társaság elnökségének tagja. Szakterülete a terület- és településrendezés ágazati irányítása és tervezése.

## Élete
1966-ban érettségizett a budapesti József Attila Gimnáziumban. Egyetemi tanulmányait a Budapesti Műszaki Egyetemen végezte, ahol 1971-ben építészmérnöki diplomát szerzett. Szakmai pályafutását a Bács-Kiskun Megyei Tervező Vállalat kezdte, ahol 1971-1973 között tervezőként dolgozott. 1973-1978 között az Építésügyi és Városfejlesztési Minisztérium (ÉVM) Területrendezési és -fejlesztési Főosztályán volt főelőadó, majd 1978-tól a Városépítési Tudományos és Tervező Intézet III. Településrendezési Irodán vállalt munkát tervezőként, majd műteremvezető-helyettesként. 1984-ben ismét visszatért az államigazgatásba, az ÉVM Területfejlesztési és Kommunális Ellátási Főosztályára. Ettől kezdve nyugállományba vonulásáig köztisztviselőként dolgozott, kezdetben főmunkatársként, főosztályvezető-helyettesként, megbízott főosztályvezetőként, majd 1996-tól 2012-ben történt nyugállományba vonulásáig megszakítás nélkül főosztályvezetői beosztásban. Az építésügy gyakori átszervezése ellenére mindvégig a terület- és településrendezés ágazati irányítását végző szervezeti egységet vezette, amely körülmény szerencsésen hozzájárult ahhoz, hogy az általa vezetett főosztály hosszabb távon tudott eredményeket felmutatni, egyben egyfajta stabilitást jelentett az ágazatban dolgozó szereplők számára.  
Városépítés, városgazdaság szakmérnöki diplomáját 1976-ban szerezte meg a Budapesti Műszaki Egyetem Építészmérnöki Karán, ugyanott 1981-ben védte meg egyetemi doktori értekezését, amelynek témája a „humán szempontok a lakóterületek beépítési terveiben” volt. 1985-1987 között elvégezte a Marxizmus-Leninizmus Esti Egyetem esztétika szakosító képzését. Állami nyelvvizsga bizonyítványt felsőfokú német nyelvből 1988-ban, középfokú angol nyelvből 1995-ben szerzett. A Magyar Közigazgatási Intézet Közigazgatási Alapvizsgáját majd Szakvizsgáját 1994-ben, illetve 1999 ben tette le. 2002-ben tagja lett a 2007-ig működő kormányzati főtisztviselői karnak.
Több alkalommal vett részt több hetes ösztöndíjas tanulmányúton, vagy továbbképzésen, így 1981 ben Ausztriában, 1987-ben Németországban, 1994-ben Japánban és 1996-ban Angliában.
A Magyar Urbanisztikai Társaságnak 1975 óta tagja. 1994-2006 között a társaság alelnöke, 2012-től 2015-ig az elnökség tagja.

## Munkássága
Tervezési gyakorlatát a már említett Bács-Kiskun megyei Tanácsi Tervező Vállalatnál és a területi tervezés és kutatás hazai bázisintézetének tekinthető – azóta megszűnt – Városépítési Tudományos és Tervező Intézetnél szerezte meg. Érdeklődése korán az építészeti tervezés nagyobb léptékű feladatai felé fordult. Kezdetben tervezőként kisebb települések részletes rendezési, szabályozási és beépítési terveit készítette. Ezeket követték középvárosok (Kaposvár, Szekszárd, Szentendre) és településcsoportjaik általános rendezési tervei.
Kormánytisztviselőként mindvégig az országban folyó terület- és településrendezési tevékenység ágazati felügyelete és irányítása volt a feladata, beosztásának megfelelően növekvő hatáskörben. Kezdetben a Dél-dunántúli tervezési gazdasági körzetbe tartozó négy megye (Baranya, Somogy, Tolna és Zala), majd a központi körzet (Budapest és Pest megye) területi felelőseként, egyben a regionális tervtanács vezetőjeként felügyelte a térségben folyó településrendezési tevékenységet. Ebben az időszakban számos építészeti és településrendezési tervpályázat kiírásában és elbírálásában vett részt, valamint a Ferihegyi-repülőtér környezetvédelmi és területfejlesztési problémái, továbbá az Eger és Pécs belterülete alatti, egyre romló állagú pincerendszer állékonysági problémáinak városrendezési kihatásai képezték súlyponti feladatait. A rendszerváltást követően a terület- és településrendezési tevékenység szakmai szabályainak a megváltozott politikai és gazdasági helyzetre való tekintettel történő felülvizsgálatával, valamint a tervezett világkiállítás lehetséges helyszíneinek városrendezési összefüggéseivel foglalkozott. 1992-től 2001-ig kis megszakítással a Bős-Nagymaros Vízlépcsőrendszer minisztériumot érintő feladatainak koordinációját végezte, e tevékenysége részeként részt vett a témával kapcsolatos magyar-szlovák szakértői tárgyalásokon.
Főosztályvezetőként jelentős szerepe volt a regionális rendezési tervezési gyakorlat megújításában, amely az ajánlásokat megfogalmazó regionális koncepciók helyett az országos jelentőségű műszaki infrastrukturális létesítmények és területfelhasználási elhatározások mindenki által kötelezően figyelembe veendő dokumentumban történő rögzítését célozta meg. Ezt a szakmai munkát fémjelzik az ország egészére és két kiemelt térségére készített területrendezési tervek, amelyeket az Országgyűlés törvénnyel fogadott el (sorrendben: Balaton Kiemelt Üdülőkörzet Területrendezési Terve 2000, Országos Területrendezési Terv 2000, Budapesti Agglomeráció Területrendezési Terve 2005). A nem törvénnyel jóváhagyott, de egy adott térség szempontjából meghatározó területrendezési tervek közé sorolhatjuk még a megyei önkormányzatok hatáskörébe tartozó megyei területrendezési terveket, valamint a nemzeti parkokra készült területrendezési terveket, amelyek döntően a minisztérium szakmai irányítása mellett készültek.
Feladatköréből kifolyólag több hazai és nemzetközi szakmai szervezet munkájában vett részt a minisztérium képviseletében tagként, vagy munkacsoport vezetőjeként. Ezek közül a végzett munka tartóssága és eredményessége szempontjából a legfontosabbak az Európai Vidékfejlesztési és Falufelújítási Munkaközösség, a Magyar-osztrák Területrendezési és Tervezési Albizottság, a Magyar-szlovák Környezetvédelmi és Területfejlesztési Vegyesbizottság Területi Tervezési Bizottsága, a területfejlesztésért felelős miniszterek konferenciája (CEMAT), valamint az európai területi megfigyelő hálózat (ESPON).
Szerzője mintegy 90 szakcikknek, amelyek különböző magyar és néhány külföldi szakmai folyóiratban jelentek meg. A területrendezés megújításában szerzett tapasztalatait, a területrendezés ismeretanyagát szakkönyvben foglalta össze „Területrendezés” címmel, amelyet a Nemzeti Közigazgatási Intézet 2011-ben adott ki.

## Díjak, elismerések
- Miniszteri Elismerő Oklevél (2003)
- Pro Régió Díj (2004)

## Főbb publikációi
- „Néhány szó Eger és Pécs pincéiről” (Természet Világa, 1975/1)
- „Hozzászólás az MTA Településtudományi Bizottság „Településfejlesztés-műszaki haladás” c. tudományos konferenciájához” (Településtudományi Közlemények 35. szám, 1987.)
- „A területrendezési tervezés hatékonyságának növelése” (Településfejlesztés, 1989/1)
- „A Budapest-Bécs Világkiállítás-1995 budapesti helyszínének helykijelölési, területrendezési tervpályázata” (Építésügyi Szemle, 1990/1-2)
- „A Környezetvédelmi és Területfejlesztési Minisztérium feladatai a Bős-Nagymarosi vízlépcsőrendszerrel kapcsolatban” (Építésügyi Szemle, 1992/4)
- „Regionalentwicklung und -ordnung unter veränderten gesellschaftspolitischen Bedingungen in Ungarn” (Ländlicher Raum, 1/1993.)
- „Néhány szempont az újkori városépítészet kritikájához I-V.” (Építésügyi Szemle cikksorozat, 1994/2-6)
- „Hozzászólás a településügyi törvény szabályozási koncepciójához” (Magyar Közigazgatás, 1997. november, XLVII. évf. 11. szám
- „Issues of land use and development in the metropolitan region of Budapest” (UN Economic Commission for Europe, 9th conference on urban and regional research (Leeds) kiadványa, 2002.)
- „Vertical and horizontal inter-relations in the process of the National Spatial Plan” („Strengthening Intersectoral Relations” c. CEMAT konferencia kiadványa: European regional planning, No. 69., 2003.)
- „A településszerkezeti és természetföldrajzi szempontok meghatározó szerepe a településfejlesztésben és –rendezésben” (Településkutatás, L’Harmattan-Ráció kiadó, Budapest, 2005.)
- „A területrendezés tíz éve. Az intézményrendszer és a legfontosabb dokumentumok” (Falu Város Régió, 2006/1)
- „Egymásra épülő tervek – A területrendezési hatósági eljárások” (Falu Város Régió, 2006/2)
- „Területrendezés” (Nemzeti Közigazgatási Intézet, Magyar Közlöny Lap- és Könyvkiadó Zrt, 2011., ISBN 978-963-08-3008-9)